# Hylaeus insolitus
Hylaeus insolitus is een vliesvleugelig insect uit de familie Colletidae. De wetenschappelijke naam van de soort is voor het eerst geldig gepubliceerd in 1966 door Snelling.